# Mary Ann Bevan
Mary Ann Bevan, née le 20 décembre 1874 et morte le 26 décembre 1933, est une mère de famille anglaise qui, après avoir vécu une existence traditionnelle entre son mari, ses enfants et son métier d'infirmière, développe à 32 ans un trouble hormonal grave, l'acromégalie. Après avoir perdu son emploi, Mary Ann Bevan se résout, pour subvenir aux besoins de sa famille, à participer à des exhibitions publiques sous l'appellation « la femme la plus laide du monde », avec un succès considérable.

## Biographie
Mary Ann Bevan grandit au sein d'une famille nombreuse issue de la classe ouvrière de Londres. Devenue infirmière, elle se marie en 1903 et a quatre enfants. À l'âge de 32 ans, Mary Ann Bevan commence à présenter les symptômes de l'acromégalie. Ce trouble hormonal provoque une croissance anormale et une distorsion osseuse faciale. Devenue veuve à partir de 1914, elle participe à plusieurs spectacles en Angleterre au Britannia Music Hall à Glasgow puis aux États-Unis, pour subvenir aux besoins de sa famille. Elle s'installe définitivement à Coney Island en 1920 pour participer à des exhibitions publiques comme étant « la femme la plus laide du monde ». Soucieuse de maintenir l'exclusivité et la rentabilité de ses expositions, elle menaçait de poursuites judiciaires contre tout acte déclarant qu'un tiers était plus laid qu'elle-même[source secondaire nécessaire]. 
Mary Ann Bevan est devenue une patiente du célèbre neurochirurgien Harvey Cushing, qui, en 1927, écrit une lettre de plainte au magazine Time pour dénoncer l'utilisation abusive de la difformité physique de sa patiente à des fins de divertissement.
Au début des années 2000, l'image de Mary Ann Bevan est utilisée sur une carte d'anniversaire fabriquée par Hallmark Cards. Un médecin néerlandais dénonce l'utilisation injurieuse et du manque d'éthique du droit à l'image envers une femme défigurée à la suite d'une maladie rare. Hallmark Cards convient que l'utilisation est inappropriée et arrête la distribution de la carte.
Mary Ann Bevan meurt à l'âge de 59 ans et est enterrée au cimetière Brockley à Londres.